# ويل سوليفان
ويل سوليفان (15 أغسطس 1992 بإلمهورست في الولايات المتحدة - ) (بالإنجليزية: Will Sullivan)‏ هو لاعب كرة سلة أمريكي في مركز مدافع مسدد الهدف. لعب مع دونار ‏.

## وصلات خارجية
- ويل سوليفان على موقع كلية كرة السلة في سبورتس رفرنس.كوم (الإنجليزية)
- ويل سوليفان على موقع ريلجم (الإنجليزية)